# Thunderstick

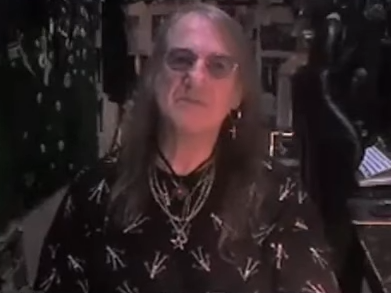
Purkis in 2023

Thunderstick (echte naam: Barry Purkis, geboren 7 december 1954) was in 1977 drummer bij Iron Maiden voor een zeer korte periode. Hij werd in 1978 vervangen door Doug Sampson.
Thunderstick verliet de band om bij Samson te gaan spelen, waar Bruce Dickinson, toen nog bekend onder de naam "Bruce Bruce" zanger was voordat hij zelf naar Iron Maiden vertrok.
Thunderstick was vooral bekend om zijn anonimiteit en zijn gekke capriolen. Hij speelde de drums altijd gemaskerd en in een kooi en vermeed de pers. Ook was hij weleens zodanig verdoofd door drugs dat hij bijna in slaap viel tijdens een concert of gooide hij bier over zijn hoofd of een doek over de kooi zodat niemand hem goed kon zien drummen.